# Amore per te
Amore per te è un singolo del cantautore italiano Mango, pubblicato nel 1999 come primo estratto dalla raccolta Visto così.
Nel 2000 la cantante Hélène Ségara ne incide una cover in francese dal titolo Tu peux tout emporter, dall'album Au nom d'une femme (2000).
Nel 2017 viene reinterpretata da Michele Zarrillo nell'album di cover Vivere e rinascere - Passioni.
Viene inoltre scelta come sigla italiana della telenovela messicana Libera di amare (1999)